# 프레드레이터 스튜디오
프레더레이터 스튜디오(Frederator Studios)는 미국의 독립 애니메이션 스튜디오로, 1997년에 프레드 세이버트가 설립했다. 스튜디오는 현재 뉴욕과 버뱅크에 위치해 있다.

## 제작

### 텔레비전 시리즈
- 오 예! 카툰
- 티미의 못말리는 수호천사
- 랜덤! 카툰스
- 핀과 제이크의 어드벤처 타임
- 캐슬바니아 (애니메이션)

### 텔레비전 영화
- 티미네이터
- 티미의 못말리는 무비: 티미가 커졌어요

## 같이 보기
- 클라스키 츄포
- 니켈로디언 애니메이션 스튜디오
- 카툰 네트워크 스튜디오